# Vanellus gregarius
La avefría sociable (Vanellus gregarius (Pallas, 1771)) es una especie de ave de la familia Charadriidae. Se caracteriza por poseer una envergadura de unos 60 cm y una longitud de 30 cm aproximadamente, lo que redunda en un gran volumen. Su coloración es grisácea, con un vientre oscuro. En verano, su cara posee una franja blanca sobre los ojos, dejando un píleo oscuro sobre ella; en invierno, este dibujo es menos neto. Durante el vuelo, se detecta una mancha triangular blanca en las alas, así como las puntas muy oscuras; la cola posee una banda negra. Su voz es característica, tipo gárrulo, con notas ásperas. No obstante, suele permanecer silenciosa.
Se reproduce en Rusia y Kazajistán, dando lugar a un número de huevos comprendido entre tres y cinco, que reposan en un nido a ras de suelo. Son aves migratorias que alcanzan países como Turquía, Siria, Arabia Saudita, Irán y otros; invernan en Israel, Siria, Eritrea, Sudán e India. Se trata por tanto de una especie divagante rara en el Sureste y Oeste Europeo; durante el invierno, se la ha citado en la península ibérica.
Según BirdLife International en su análisis en 2009, se trata de una especie en peligro crítico debido a la rápida disminución de sus individuos, que se estiman en 11.000 y cuyo número continúa decreciendo.

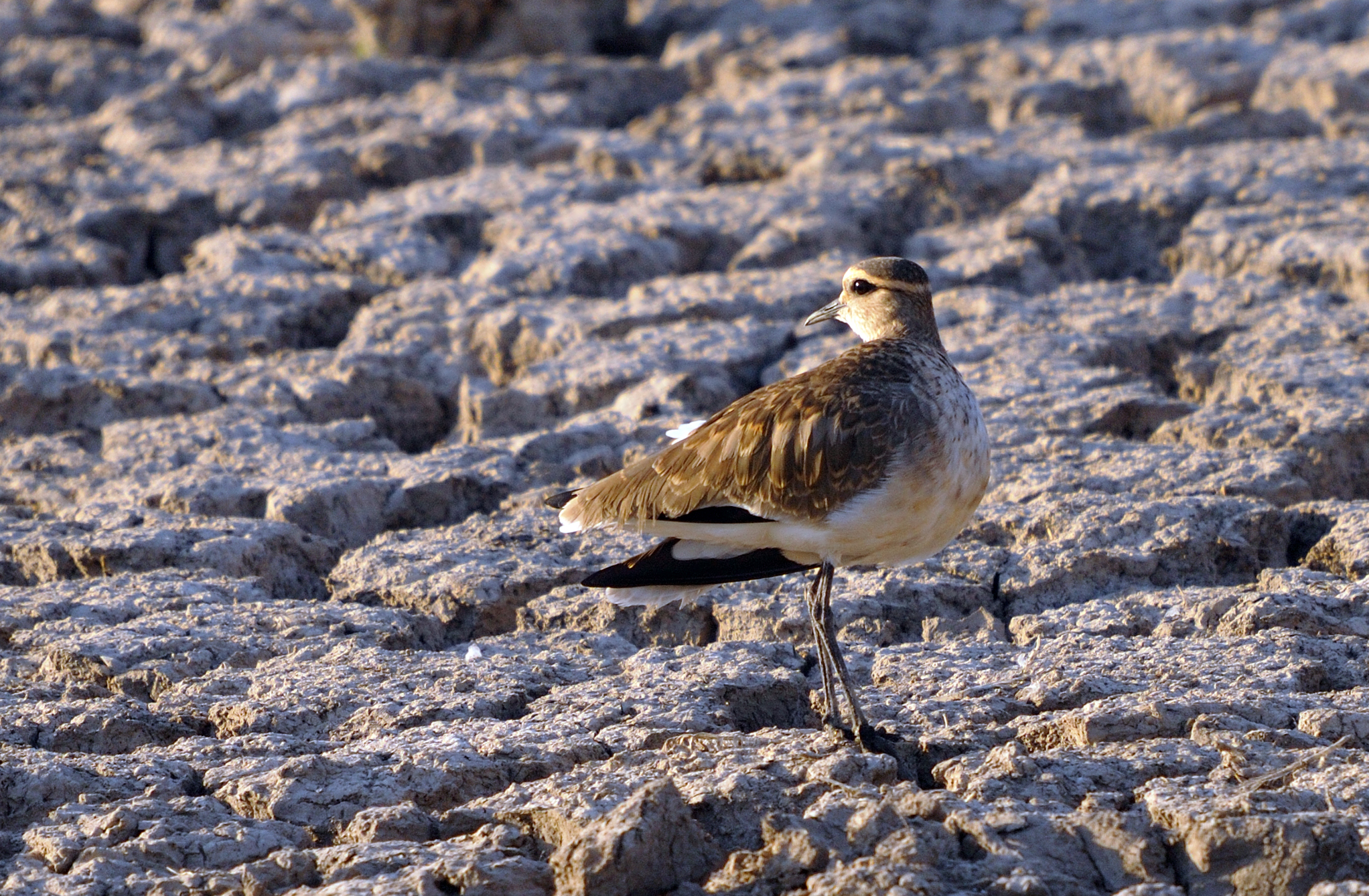

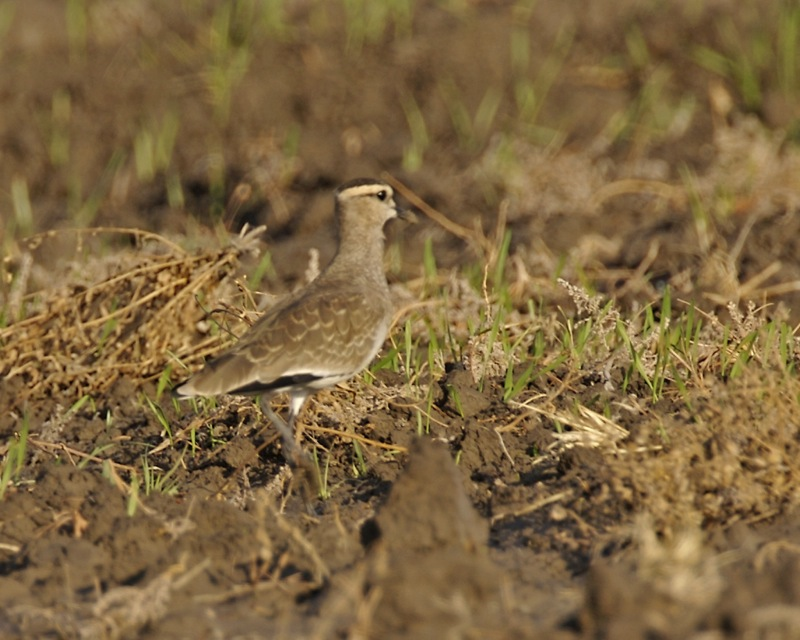

## Galería

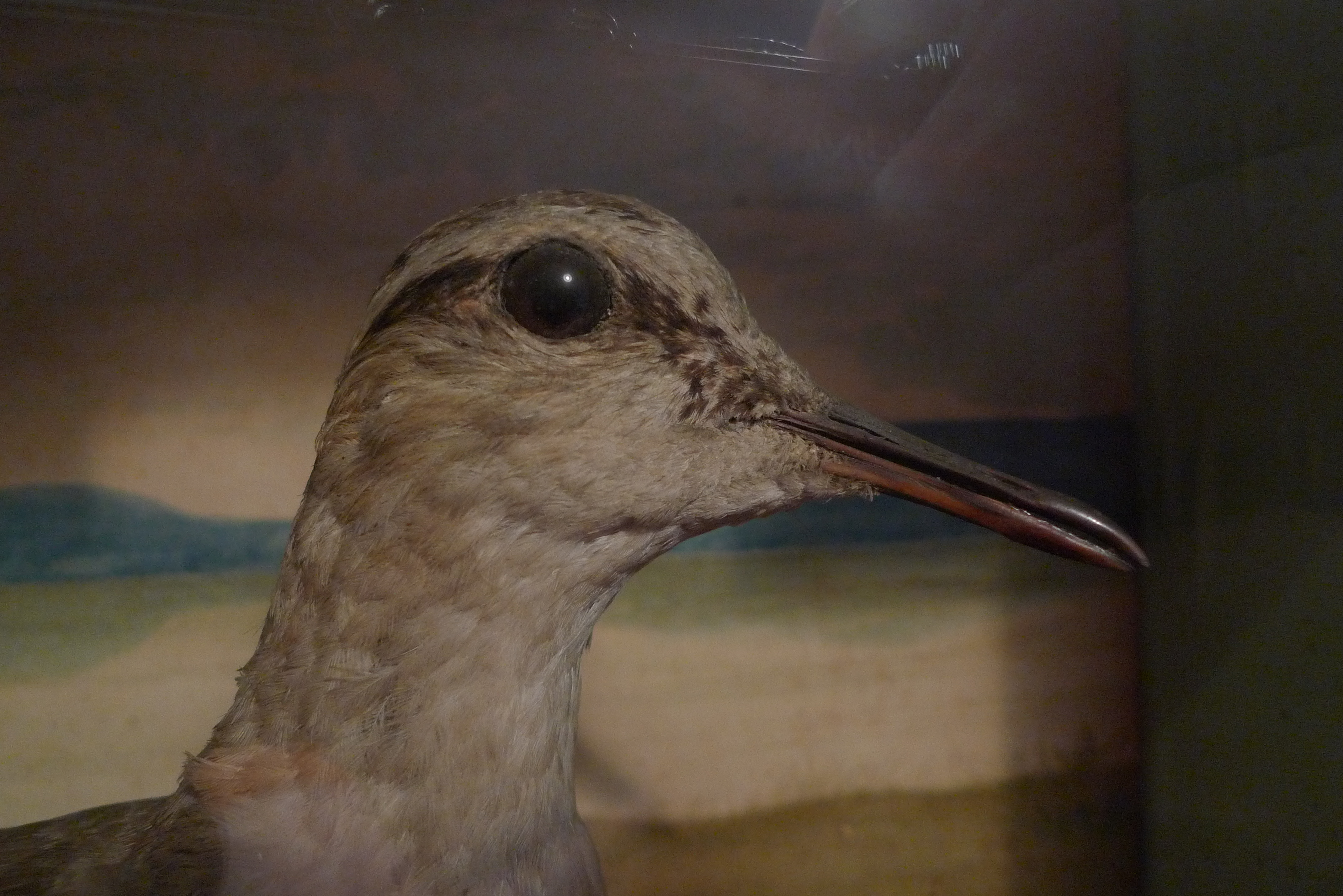
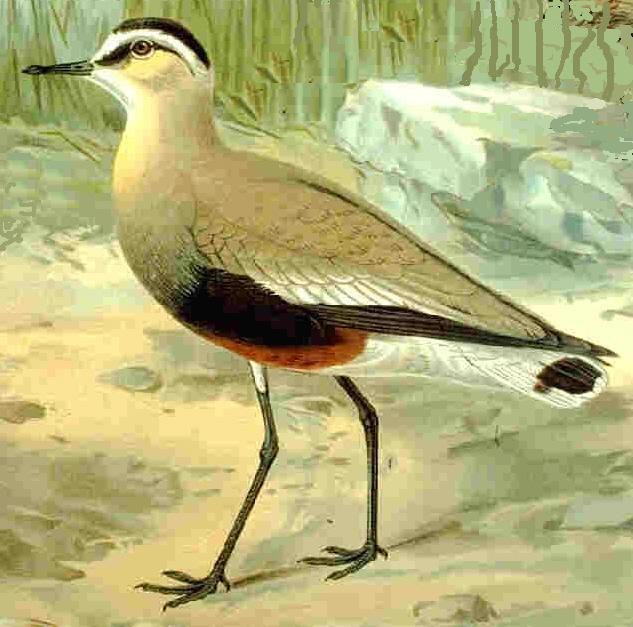
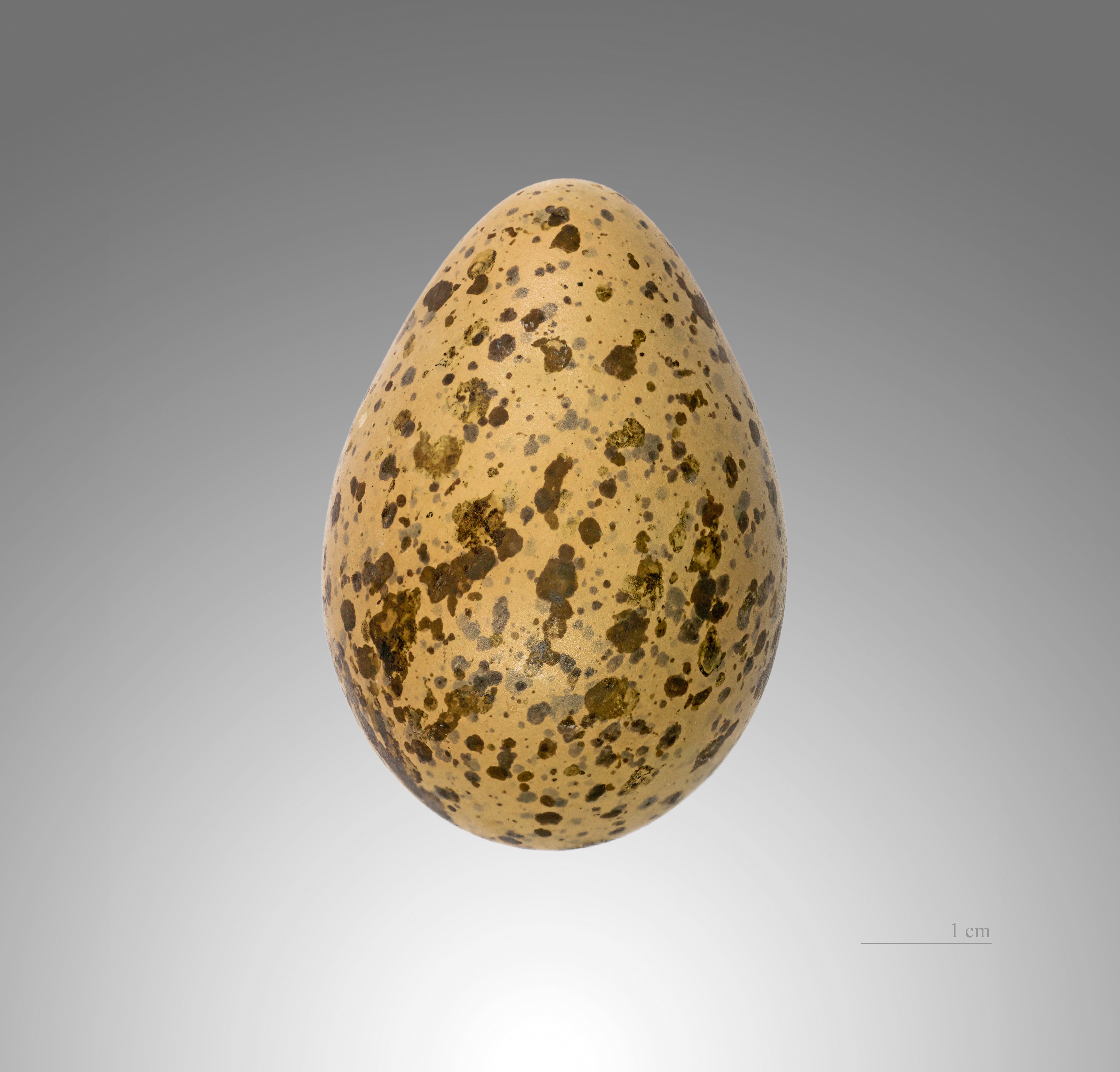
Huevo de  Vanellus gregarius
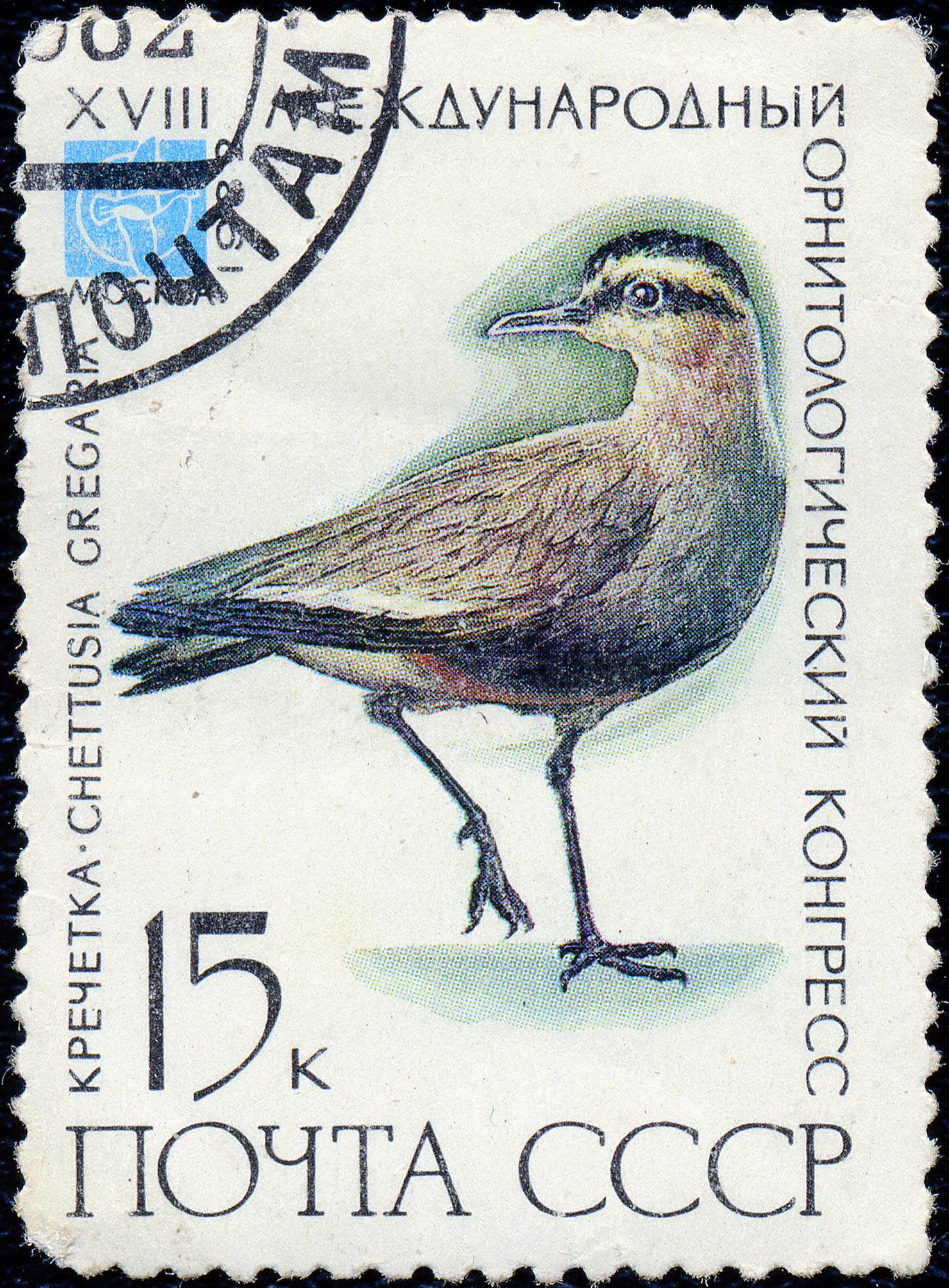
en un sello ruso.